# Delta Cross Band
Delta Cross Band var et dansk blues og rockband, der blev dannet i 1980 og bestod af Troels Jensen (guitar, piano, orgel og vokal), Billy Cross (guitar, vokal), Søren Engel (basguitar) og Preben Feddersen (trommer). 
I 1979 indspillede Delta Blues Band No Overdubs sammen med den amerikanske guitarist Billy Cross, der kort efter blev fast medlem, hvorefter bandet skiftede navn til Delta Cross Band. Konstellationen udgav fire albums  Rave On (1979), Up Front (1981), Astro-Kid (1982) og Tough Times (1990).
Billy Cross medbragte sangen "Legionnaire’s disease", skrevet af Bob Dylan i forbindelse med sit samarbejde med denne.
Der opstod dog  en del uenigheder om den musikalske linje og Delta Cross Band spillede kun få koncerter sammen efter 1983. 
I 1995 udkom Dirty Trax, en CD med i alt 19 numre fra de tidligere Lp’er.

## Albums

### No Overdubs
Indspillet 18. Januar 1979 i Werner's Studie København og udgivet som Delta Blues Band with Billy Cross på KONG PÆRE (KPLP 4) som 
1. Key to the Highway
2. Backwater Boogie
3. Mellow Down Easy
4. Bad News
5. Wee Wee Hour
6. Dana Blues

### Rave On
Udgivet i 1979 af Medley Records (MDLP 6031)
| 1.  | "Six Days On The Road" | Bob Curlan, Jørgen Lang, Svend Asmussen | 3:48 |
| 2.  | "Rave On"              |                                         | 3:16 |
| 3.  | "Night Life"           |                                         | 4:19 |
| 4.  | "Old Man's Blues"      |                                         | 3:18 |
| 5.  | "Look At Me"           | Anne Grete                              | 4:15 |
| 6.  | "Hawaiian Cowboy"      |                                         | 3:10 |
| 7.  | "Substitute"           |                                         | 4:38 |
| 8.  | "Trouble"              |                                         | 3:45 |
| 9.  | "Answer The Phone"     |                                         | 3:47 |
| 10. | "Let’s Go Home"        |                                         | 4:08 |

### Up Front
Udgivet i 1981 af Medley Records (MDLP 6065)
| 1.  | "Back On The Road Again"                         | Michael Elo, Paul Banks, Roy Richards | 2:45 |
| 2.  | "Fire And Brimstone 3.49"                        | Michael Elo, Paul Banks, Roy Richards | 3:49 |
| 3.  | "Don’t You Wanna Dance 2.50"                     | Michael Elo, Paul Banks, Roy Richards | 2:50 |
| 4.  | "Junco Partner"                                  |                                       | 2:30 |
| 5.  | "Take Me Back" (Piano: Thor Backhausen)          | Henning Stærk                         | 5:45 |
| 6.  | "Justine"                                        |                                       | 2:29 |
| 7.  | "Legionnaire's Disease" (Piano: Thor Backhausen) | Henning Stærk                         | 4:12 |
| 8.  | "Quarter To Four"                                | Henning Stærk                         | 2:51 |
| 9.  | "Good Morning Little Schoolgirl"                 |                                       | 4:13 |
| 10. | "You Got Your Troubles O.K."                     |                                       | 4:22 |

### Astro-Kid
Udgivet i 1982 på Medley Records (MDLP 6120)
| 1.  | "Come Back Johnny 3:24"       | 3:24 |
| 2.  | "She's So Laissez-Faire"      | 3:50 |
| 3.  | "Two People So Right"         | 4:57 |
| 4.  | "Come On"                     | 2:29 |
| 5.  | "Ain't Living Long Like This" | 4:36 |
| 7.  | "Easy Rider"                  | 4:15 |
| 8.  | "Astro-Kid"                   | 3:05 |
| 9.  | "Jealousy"                    | 3:27 |
| 10. | "Melt Down"                   | 3:18 |
| 11. | "Golden Days"                 | 1:41 |

### Tough Times
Udgivet i 1990 af Medley Records (MDLP 6366)
| 1.  | "The Thrill Is Gone"    | 4:55 |
| 2.  | "She Moves Me"          | 6:06 |
| 3.  | "Ain’t That Bad"        | 4:15 |
| 4.  | "It Hurts Me Too"       | 3:20 |
| 5.  | "As The Crow Flies"     | 2:50 |
| 6.  | "Born Under A Bad Sign" | 4:15 |
| 7.  | "Dust My Broom"         | 3:30 |
| 8.  | "Dekalb Blues"          | 4:25 |
| 9.  | "Rambling On My Mind"   | 4:50 |
| 10. | "From Four Until Late"  | 4:10 |